# 경신학교 정구단
경신학교 정구단(儆新學校庭球團)은 일제강점기 조선 경기도 경성부에 있었던 정구 선수단이다. 경신학교가 운영했던 U-18 정구단이며, 1921년 이전에 창단되었고 1940년 이후에 해단되었다.

## 시즌별 성적
| 시즌 | 대회                     | 종목      | 참가 | 경기 | 승 | 무 | 패 | 순위 |
| ---- | ------------------------ | --------- | ---- | ---- | -- | -- | -- | ---- |
| 1921 | 전국체육대회 정구 중학부 | 남자 단체 | 8    | 1    | 0  | 0  | 1  | 8강  |
| 1922 | 전국체육대회 정구 중학부 | 남자 단체 | 7    | 1    | 0  | 0  | 1  | 7강  |

## 참고 문헌
- 《대한체육회 50년》. 대한체육회. 1970. 2020년 11월 8일에 원본 문서에서 보존된 문서. 2022년 11월 5일에 확인함.
- 《대한체육회 70년사》. 대한체육회. 1990. 2020년 11월 8일에 원본 문서에서 보존된 문서. 2022년 11월 5일에 확인함.
- 《대한체육회 90년사》. 대한체육회. 2011. 2020년 11월 8일에 원본 문서에서 보존된 문서. 2022년 11월 5일에 확인함.
- 대한체육회 100주년 기념사업부 (2020). 《대한민국 체육 100년》. 대한체육회. 2023년 9월 21일에 원본 문서에서 보존된 문서. 2024년 1월 26일에 확인함.
- “스포츠지원포털 등록 현황”. 대한체육회.
- “대한체육회 국내종합경기대회”. 대한체육회.

## 같이 보기
- 경신고등학교 (서울)
- 경신고등학교 농구단
- 경신고등학교 야구단
- 경신고등학교 축구단
- 경신학교 육상단